# Aligot camallarg
L'aligot camallarg (Geranospiza caerulescens) és una espècie d'ocell de la família dels accipítrids (Accipitridae) i única espècie del gènere Geranospiza. Habita zones de selva humida, bosc de ribera, pantans i aiguamolls de la zona neotropical, des de le terres baixes de Mèxic, per ambdues vessants, cap al sud per Amèrica Central fins a Panamà, per l'oest dels Andes a l'oest a Colòmbia, Equador i el Perú i per l'est dels Andes fins al Paraguai, Uruguai, est de Bolívia i nord de l'Argentina. El seu estat de conservació es considera de risc mínim.